# Mamounia
Mamounia, également appelé El Mamounia, anciennement Saint-Hippolyte, est une commune de la wilaya de Mascara en Algérie.